# Periclimenes guarapari
Periclimenes guarapari is een garnalensoort uit de familie van de Palaemonidae. De wetenschappelijke naam van de soort is voor het eerst geldig gepubliceerd in 2008 door De Grave.